# 아이작 미즈라히
아이작 미즈라히(Isaac Mizrahi, 1961년 10월 14일 ~ )는 미국의 패션 디자이너이다. 제프리 뱅크스, 캘빈 클라인의 수석 디자이너를 맡은 경력이 있다.

## 방송
- 프로젝트 런웨이 올스타 (2012~2019) - 심사위원

## 영화
- 페임 (1980) - 단역
- 사랑 게임 (1993) - 줄리안 역
- 캣워크 (1995) - 본인 역
- 언지프 (1997) - 주연
- 셀러브리티 (1998) - 단역
- 스몰 타임 크룩스 (2003) - 조연
- 헐리우드 엔딩 (2005) - 엘리오 세바스찬 역
- 플로렝: 퀸 오브 더 미트 마켓 (2010) - 주연